# Immunitat (medicina)
En medicina, la immunitat és la qualitat de tenir prou defenses biològiques com per evitar infeccions, malalties, o altres invasions biològiques no televisibles. La immunitat implica components tant específics com no específics. Els components no específics actuen o bé com a barreres o bé com a eliminadors d'una gran varietat de patògens, sense tenir en compte l'especificitat antigènica. Altres components del sistema immunitari s'adapten a cada nova malaltia soferta i són capaços de generar immunitat patogen-específica.
La immunitat adaptativa és sovint subdividida en dos tipus principals depenent de com es crea la immunitat. La immunitat naturalment adquirida es produeix per contacte amb un agent infecciós, quan el contacte no és deliberat, mentre que la immunitat artificialment adquirida només es produeix per accions deliberades com ara les vacunes. Tant la immunitat natural com l'artificial poden ser subdividides al seu torn segons si la immunitat és induïda a l'hoste o si és transferida passivament d'un hoste immune. La immunitat passiva és adquirida per la transferència d'anticossos o limfòcits T activats d'un hoste immune, i no dura gaire, només uns quants mesos, mentre que la immunitat activa és induïda a l'hoste mateix per l'antigen, i dura molt més, a vegades tota la vida. El diagrama de sota resumeix les subdivisions de la immunitat.
|  |

Es fa encara una altra subdivisió de la immunitat adaptativa segons les cèl·lules implicades: la immunitat humoral és l'aspecte de la immunitat que és mitjançat per anticossos secretats, mentre que la protecció que ofereix la immunitat cel·lular només implica limfòcits T. La immunitat humoral és activa quan l'organisme genera els seus propis anticossos, i passiva quan es transfereixen anticossos entre individus. De manera similar, la immunitat cel·lular és activa quan són estimulats els limfòcits T propis de l'organisme i passiva quan els limfòcits T provenen d'un altre organisme.

## Immunitat passiva
La immunitat passiva és la transferència d'immunitat activa, en forma d'anticossos preparats, d'un individu a l'altre. La immunitat passiva es pot produir naturalment, quan anticossos materns són transferits al fetus per la placenta, i també pot ser induïda artificialment, quan nivells alts d'anticossos humans (o de cavall) específics per un patogen o una toxina són transferits a individus no immunes. S'utilitza la immunització passiva quan hi ha un alt risc d'infecció i no hi ha prou temps perquè el cos desenvolupi la seva pròpia resposta immunitària, o per a reduir els símptomes de malalties actuals o immunosupressores. La immunitat passiva ofereix una protecció immediata, però el cos no desenvolupa memòria, de manera que el pacient corre el risc de ser infectat més endavant pel mateix patogen.

## Immunitat activa

El curs d'una resposta immunitària. Degut a la formació de la memòria immunològica, una reinfecció posterior provoca un ràpid augment de la producció d'anticossos i l'activitat de limfòcits T efectors. Aquestes infeccions posteriors poden ser lleus o fins i tot asimptomàtiques.

Quan els limfòcits B i limfòcits T són activats per un patogen, es desenvolupen limfòcits B i limfòcits T de memòria. Durant la vida d'un animal vertebrat, aquestes cèl·lules de memòria "recordaran" cada patogen específic trobat, i són capaces de llançar una forta resposta si el patogen és retrobat. Aquest tipus d'immunitat és "activa" i "adaptativa", car el sistema immunitari del cos es prepara per desafiaments futurs. La immunitat activa sovint implica els aspectes cel·lular i humoral de la immunitat, així com informació rebuda del sistema immunitari adaptatiu. El "sistema innat" és present des del naixement i protegeix l'individu de patògens sense necessitat d'experiència, mentre que la immunitat adaptativa només sorgeix després d'una infecció o immunització, de manera que és "adquirida" durant la vida.

### Immunitat activa naturalment adquirida
La immunitat activa naturalment adquirida es produeix quan una persona és exposada a un patogen viu, i desenvolupa una resposta immunitària primària que després crea una memòria immunològica. Aquest tipus d'immunitat és "natural" perquè no és induïda pels humans. Molts trastorns del sistema immunitari poden afectar la formació d'immunitat activa, com ara la immunodeficiència (tant adquirida com congènita) i la immunosupressió.

### Immunitat activa artificialment adquirida
Es pot induir una immunitat activa artificialment adquirida per mitjà d'una vacuna, una substància que conté antígens. La vacuna estimula una resposta primària contra l'antigen sense causar els símptomes d la malaltia. El terme "vacuna" fou encunyat per Edward Jenner i adaptar per Louis Pasteur pel seu treball pioner en la vacunació. El mètode que utilitzava Pasteur implicava tractar els agents infecciosos d'aquestes malalties per tal que perdessin la capacitat de causar una malaltia greu. Pasteur adoptà el nom "vacuna" com a terme genèric en honor del descobriment de Jenner, sobre el qual es basava el treball de Pasteur.
La majoria de vacunes són administrades per injecció hipodèrmica, car l'intestí no les absorbeix bé.